# Чучалов, Николай Иванович
Николай Иванович Чучалов (13 августа 1932, Кировская область — 5 мая 2011) — советский борец классического стиля, чемпион и призёр чемпионатов СССР, мастер спорта СССР (1955), Заслуженный тренер Белорусской ССР.

## Биография
Увлёкся борьбой в 1950 году. Выступал в средней и полутяжёлой весовых категориях (до 79 и 87 кг). Участвовал в 13 чемпионатах СССР. Победитель международных турниров. Участвовал в летних Олимпийских играх 1960 года в Риме, где занял 5-е место.
В 1967-1972 годах был тренером сборной команды СССР.
В 1970-1979 главный тренер сборной Белорусской ССР.
Судья международной категории (1967), судил олимпийские турниры в Мюнхене (1972), Монреале (1976), Москве (1980). Сын Сергей Чучалов — бронзовый призёр чемпионата СССР по классической борьбе 1984 года.

## Спортивные результаты
- Классическая борьба на летней Спартакиаде народов СССР 1956 года — ;
- Чемпионат СССР по классической борьбе 1957 года — ;
- Классическая борьба на летней Спартакиаде народов СССР 1959 года — ;
- Чемпионат СССР по классической борьбе 1960 года — ;
- Олимпийские игры 1960 года в Риме — 5;
- Классическая борьба на летней Спартакиаде народов СССР 1963 года — ;
- Чемпионат мира по борьбе 1963 года — 5;